# Weinbauwürdigkeit
Die Weinbauwürdigkeit bestimmt die wichtigsten Kriterien des Weinanbaus an einen mitteleuropäischen Standort.

## Wärmehaushalt
- Einstrahlwinkel der Sonne (Süd-Südwestlagen mit etwa 40 % bis 50 % Hangneigung)
- Höhenlage (optimales Höhenband etwa 100 m bis 250 m in der Region Mosel-Saar-Ruwer)
- Wind (Belüftungsverhältnisse, geschützte Kessel, tiefe Taleinschnitte)
- Frost- und Kaltluftgefährdung (z. B. nicht zu früher Austrieb durch kühle Winter)
- Kleinklima-Einflüsse aus der Umgebung (Wasserflächen, Flüsse, Nachbarschaft von Wäldern, Böden)

## Bodenqualität
- Korngrößenzusammensetzung (Stein bis Lehm)
- Lagerungsdichte (lockerer Schiefer bis fester Tuff/ Gneis/ Granit)
- Bodenfarbe (helle Sandböden bis dunkle Schieferböden), Kalkgehalt, Humusgehalt, Nährstoffgehalt, pH-Wert. Damit in engstem Zusammenhang stehen die Bodenwärme, die Wärmeleitfähigkeit und die Wärmekapazität (schnelle erwärmbare Böden, die aber in der Nacht die Wärme nicht halten können bis zu den langsam erwärmenden – dafür aber auch langsamer erkaltenden Böden)
- Bodenwasser (schneller Wasserabfluss durch Hang und innere Struktur – Trockenstress, Staunässe etc.) und
- Bodenluft.

Bewirtschaftungstauglichkeit, Maschinengängigkeit, die Möglichkeit zum Vollerntereinsatz spielen bei der Feststellung der Weinbauwürdigkeit keine Rolle.